# Monica Dahlström-Lannes
Monica Dahlström-Lannes, född 3 februari 1945, är en svensk debattör och tidigare polis (kriminalinspektör).

## Karriär
Dahlström-Lannes arbetade mellan 1965 och 1993 som polis och kriminalinspektör i Eskilstuna, från och med 1981 som vålds- och sexualbrottsutredare, med övergrepp på barn som specialområde.
Under sin tid som polis i Eskilstuna tog Dahlström-Lannes 1982 initiativ till den arbetsgrupp och arbetsmodell som ´senare kom att kallas Eskilstunamodellen. Den består av ett tvärprofessionellt samarbete mellan myndigheter som i sina verksamheter involveras i sexualbrottmål rörande barn. Syftet är att få till stånd prioriterade och samordnade insatser mellan bland andra socialtjänst, polis och barn- och ungdomspsykiatrin.
År 1990 skrev hon i samarbete med Rädda Barnen Mot dessa våra minsta, en bok om sexuella övergrepp mot barn och om de insatser samhället har till sitt förfogande i sådana fall. I boken beskrivs även polisarbete, fallgropar i utredning och Eskilstunamodellen.
Efter sin tid som polis har Dahlström-Lannes innehaft flera uppdrag, bland annat som lärare på Polishögskolan, rådgivare åt Socialstyrelsen och vice ordförande i föreningen ECPAT. Hon är också verksam som bland annat krönikör i Eskilstuna-Kuriren.

## Kontroverser
Dahlström-Lannes har kritiserats för sin roll i rättegången 2008 mot Tito Beltrán, som anklagades och dömdes för våldtäkt på en barnflicka nio år tidigare Tingsrätten framförde dock i sin dom i februari 2008 att "oavsett hennes avsikter, och kontakter med berörda personer, har emellertid inget framkommit som tyder på att hon till exempel förmått målsäganden att göra anmälan eller att hon i övrigt skulle ha inverkat menligt på utredningen.". När hovrätten tog upp fallet på nytt i oktober 2008 förklarade den att den "gör samma bedömning som tingsrätten när det gäller vad Monica Dahlström-Lannes berättar"
Dahlström-Lannes har vidare kritiserats av Leif GW Persson. I Tidskrift för folkets rättigheter, nr 3/4 2004, säger han att Dahlström-Lannes "... flyttades från Polishögskolan på grund av att hon inte ansågs bedriva en seriös undervisning. Med henne var det ju så att oavsett ärende så hittade hon alltid styrkta incestanklagelser". Dahlström-Lannes anser att Persson minns fel och att han i själva verket arbetade för att hon skulle få vara kvar, och att den som avskedade henne var rektorn på polishögskolan Göran Lindberg.

## Utmärkelser
- 1967 – Rikspolisstyrelsens stipendium till Scotland Yard, London
- 1992 – Eskilstuna kommuns guldmedalj
- 1992 - Årets pris för sociala uppfinningar (SISU)
- 1992 - Skandia Stipendium; Idéer för livet - fonden
- 1994 – Eskilsstatyetten, Eskilstuna
- 1994 – Årets yrkeskvinna[8]
- 1998 – Årets Eskilstunabo 1997, vald av tidningen Folkets läsare
- 1999 – Solstickepriset[8]
- 2002 – Allmänna barnhusets stora pris[8]
- 2008 – Årets kvinnogärning 2007 (ROKS)
- 2012 – Stenbeckstiftelsens stipendium